# Valdecebadar
 Die präromanische westgotische Kirche von Valdecebadar liegt bei Olivenza in der Provinz Badajoz in der Extremadura in Spanien und stammt aus dem 7. Jahrhundert.

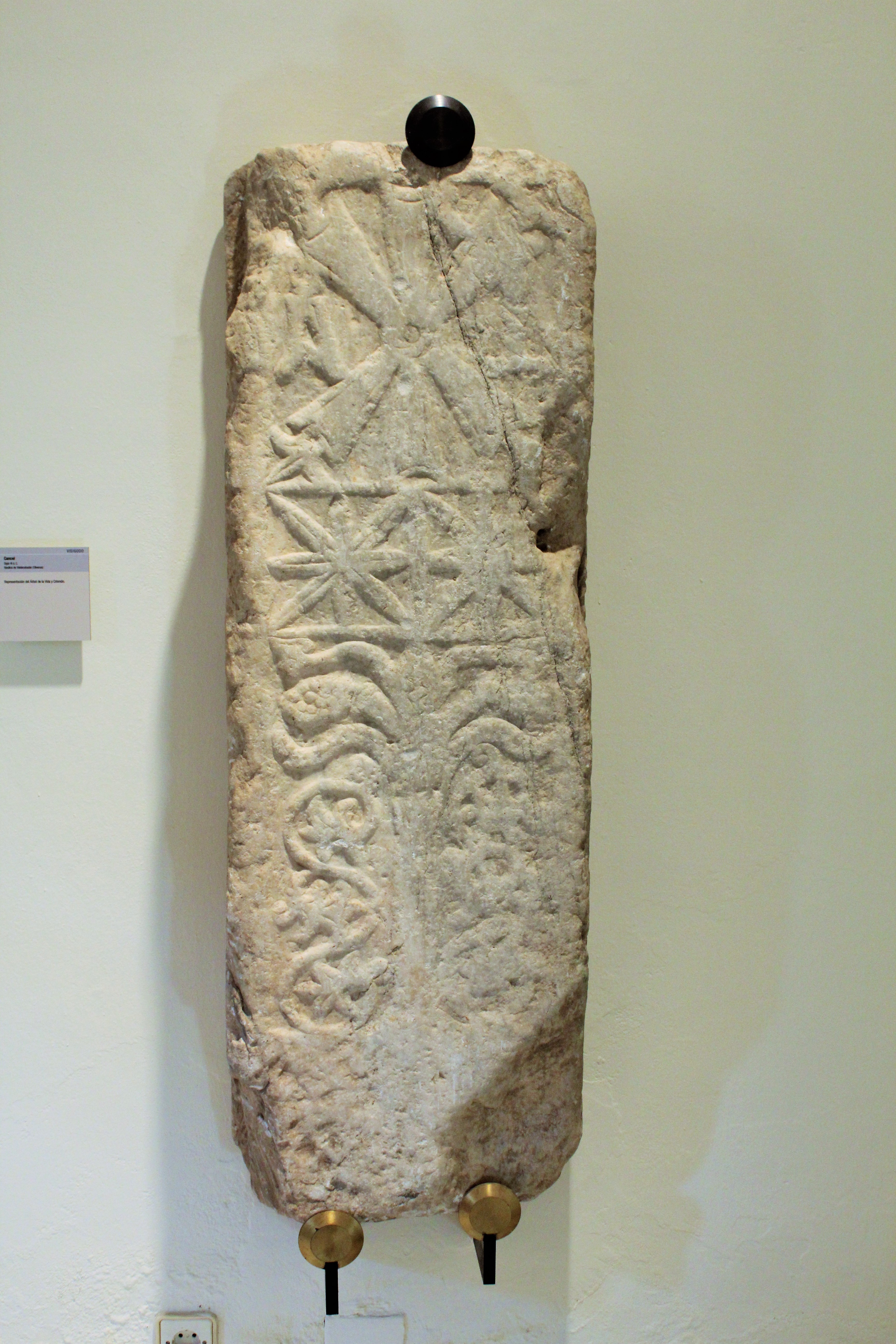
Westgotisches Relief aus Valdecebadar

Die 1976 entdeckte Ruine der Iglesia de Valdecebadar bestehend aus niedrigen Mauerresten wurde von Thilo Ulbert (geb. 1939) untersucht.
Das Gebäude hat die Form eines griechischen Kreuzes mit Armen von 18 Metern Länge. Ein atypisches Detail in Valdecebadar ist die Position der einfachen Tür am seitlichen südlichen Ende der kreuzförmigen Grundrissstruktur mit der im Osten gelegenen Apsis. Besonders ist auch ein quadratischer Raum, mit fast identischen Abmessungen und unbekanntem Zweck, der im Südosten des Kreuzes angebaut wurde. Die ursprüngliche Form der Kirche, ihre Entwicklung und ihre Funktion sind unklar. Das Fehlen vertikaler Elemente verhindert die Erkennung der tatsächlichen Struktur.
In Bezug auf Bautechnik, Disposition und Apsisform ähnelt die Anlage der in Portugal gelegenen Kirche von Mosteiros.